# Adolphe Morlot
Charles Adolphe Morlot (født 12. marts 1820 i Napoli, død februar 1867 i Bern) var en schweizisk geolog og oldgransker.
Morlot studerede naturvidenskaberne, især geologi, opholdt sig for sine studiers skyld en tid i Østrig og var 1851—1853 lærer i geologi ved akademiet i Lausanne. Her blev han opmærksom på, hvor stor betydning den da lige fremspirende forhistoriske arkæologi ville få for mange spørgsmål i geologien, hvorfor han begav sig på vej til denne nye videnskabs fødelande, det skandinaviske Norden. Morlot opholdt sig længe i Danmark, hvor han satte sig grundig ind i de danske antikvariske undersøgelser, og hvor han nøje gennemgik alle de samlinger i København, i hvilke der fandtes forhistoriske oldsager og lignende. Han udstrakte også sine studier til Sverige og gjorde derefter et længere ophold i Schwerin. I 1860 udgav Morlot i Lausanne en sammenligning mellem oldtiden i Schweiz og i Danmark: Études géologico-archéologiques, et skrift, som bidrog særdeles meget til rundt om i Europa at vække opmærksomhed og interesse for de nordiske oldgranskeres arbejder og for de danske oldsagssamlinger. Morlot arbejdede også på et større værk om Mecklenburgs oldtid: Archéologie du Mecklenbourg, som døden hindrede ham i at fuldende. Kun 1. del L'âge de la pierre udkom (efter hans død) i Zürich 1868. I sine sidste år var Morlot konservator for det arkæologiske museum i Bern.